# Helldivers
Helldivers (букв. «Ныряющие в ад») — компьютерная игра в жанре шутемапа, разработанная Arrowhead Game Studios и изданная Sony Interactive Entertainment в 2015 году для Windows, PlayStation 3, 4 и Vita. В ней игроки в качестве «адских десантников» (англ. helldivers) участвуют в галактической захватнической войне будущего ради защиты «управляемой демократии» и «Супер-Земли», для чего устраивают вылазки на планеты других рас и выполняют там различные задания, попутно отстреливая противников. Игра является четвёртой игрой Arrowhead и схожа с их первой игрой, Magicka. В 2024 году вышла вторая часть — Helldivers 2.

## Сеттинг и игровой процесс
В Helldivers игроки берут на себя роль оперативников «адского десанта» — особого подразделения объединённого человеческого государства Супер-Земля (англ. Super Earth) с одноимённой родной планетой. Оно начинает войну против трёх других народов: жуков (англ. Bugs), киборгов (англ. Cyborgs) и просветлённых (англ. Illuminates) — ради «распространения демократии» и добычи их ресурсов. Для этого «адские десантники» вторгаются на планеты противников и выполняют там особые поручения, пока основная армия сражается где-то ещё. Продвигаясь от системы к системе силы Супер-Земли достигают родин вражеских рас, где дают им решающее сражение. Сеттинг и дизайн противников в Helldivers вдохновлён «Звёздным десантом», StarCraft и миром Warhammer 40,000, также в ней присутствует множество ироничных цитат про государственное устройство Супер-Земли с «управляемой демократией» и насаждение этой самой «демократии».
После прохождения обучения игрок оказывается на мостике корабля, где ему доступны энциклопедия, в которой описываются встреченные на заданиях противники, арсенал, где можно улучшить уже находящееся в наличии у игрока вооружение и просмотреть ещё не открытое снаряжение, а также экран выбора миссии. Слева на галактической карте располагаются жуки, справа — киборги, а снизу — просветлённые. Чтобы захватить вражеский сектор, необходимо коллективными усилиями всех игроков в мире собрать 3000 очков влияния в нём, для чего необходимо захватывать планеты. Сами планеты делятся на заросшие джунглями, пустынные, вулканические и заснеженные и различаются 15 уровнями сложности, в зависимости от которых меняются противники, цели миссий и количество очков влияния, выдаваемых за успешный захват планеты. Когда игроки захватывают все сектора одного из врагов, начинается ограниченная по времени битва за его родную систему, и в случае победы в ней соответствующая раса исчезает с карты галактики, при поражении же начинается контратака этой расы. После уничтожения всех противников или потери самой Супер-Земли идут титры, а после война перезапускается, и то, насколько успешно действовали игроки в прошлой войне, влияет на сложность новой. В среднем одна война длится от 4 до 6 недель.

Игровой процесс Helldivers. На снимке экрана 2 игрока в экзоскелетах выполняют миссию на определённое количество убийств противников. Использована «стратагема», вызывающая турель

Основной частью игрового процесса является выполнение заданий на планетах. Высаживаться на них можно как в одиночку, так и в составе до четырёх человек в кооперативе, но основной упор делается именно на совместную игру. На каждом задании игрок или игроки должны выполнить ряд различных целей: от уничтожения вражеских сооружений ПВО и сопровождения выживших к бункеру до убийства боссов — на процедурно сгенерированной локации. Количество и трудность выполнения этих целей зависит от уровня сложности планеты. Мешать выполнению миссии будут регулярно появляющиеся вражеские патрули, которые, в случае если десантники не успеют убить их вовремя, вызовут подмогу из большого количества более сильных противников. Избегать столкновений с патрулями можно при помощи радара, имеющегося в наличии у каждого персонажа.
Для уничтожения противников у десантников имеются их личное вооружение и так называемые «стратагемы» (англ. stratagems) — шаровидные маячки, подающие различные сигналы. Они могут вызывать а) снаряжение, тяжёлое вооружение и технику, б) авиаудары, в) защитные сооружения и г) специальное оборудование. К первому типу относятся, например, БТР, огнемёты, вызов амуниции и тому подобное, ко второму — напалм, бомбы и другое, к третьему — турели, мины, колючая проволока и так далее, последний тип охватывает снаряжение, необходимое для выполнения некоторых конкретных заданий, и вызов замены умерших десантников. Стратагемы и некоторые задания требуют набирания определённой последовательности из четырёх кнопок. Новые оружие и стратагемы можно открывать проходя всё более сложные планеты, также есть возможность их улучшения. В связи с ограничением в 4 неспециальные стратагемы на игрока команда для лучшей эффективности на поле боя должна решить, кто возьмёт на себя какую роль.
И обычное оружие, и стратагемы обладают высокой мощностью, поэтому их неаккуратное использование нередко сопровождается уроном по союзникам. Также многие стратагемы появляются из космоса в виде капсулы с вызываемой вещью, и эта капсула способна нанести колоссальный урон. Дабы избежать нанесения вреда своим, игрокам необходимо работать в команде и быть внимательным при выполнении задания. Десантник может совершать нырок вперёд, чтобы дать другим возможность прикрыть себя или не попасть под союзную турель.

## Восприятие
| Сводный рейтинг       | Сводный рейтинг                          |
| Агрегатор             | Оценка                                   |
| --------------------- | ---------------------------------------- |
| GameRankings          | 85,00 % (ПК) 81,81 % (PS4) 82,00 % (PSV) |
| Metacritic            | 83/100 (ПК) 81/100 (PS4)                 |
| OpenCritic            | 82/100                                   |
| «Критиканство»        | 81/100                                   |
| Иноязычные издания    |                                          |
| Издание               | Оценка                                   |
| Destructoid           | 9/10                                     |
| EGM                   | 7,0/10                                   |
| Game Informer         | 8,5/10                                   |
| GameSpot              | 8/10                                     |
| IGN                   | 9,0/10                                   |
| Shacknews             | 8/10                                     |
| USgamer               | [ 22 ]                                   |
| Русскоязычные издания |                                          |
| Издание               | Оценка                                   |
| 3DNews                | 7/10                                     |
| GameMAG.ru            | 6/10                                     |
| Riot Pixels           | 83 %                                     |
| StopGame.ru           | «похвально»                              |
| «Игромания»           | 8,5/10                                   |
| GameGuru              | 9,0/10                                   |

Согласно Metacritic, Helldivers получила «в основном положительные» отзывы от критиков.

### Продажи
Летом 2018 года, благодаря уязвимости в защите Steam Web API, стало известно, что точное количество пользователей сервиса Steam, которые играли в игру хотя бы один раз, составляет 972,013 человека.
К 22 мая 2024 года было продано более 4 миллионов копий Helldivers.